# Quamtana
Genre
Quamtana est un genre d'araignées aranéomorphes de la famille des Pholcidae.

## Distribution
Les espèces de ce genre se rencontrent en Afrique subsaharienne.

## Liste des espèces
Selon World Spider Catalog (version 14.5, 2014) :
- Quamtana biena Huber, 2003
- Quamtana bonamanzi Huber, 2003
- Quamtana ciliata (Lawrence, 1938)
- Quamtana embuleni Huber, 2003
- Quamtana entabeni Huber, 2003
- Quamtana filmeri Huber, 2003
- Quamtana hectori Huber, 2003
- Quamtana kabale Huber, 2003
- Quamtana kitahurira Huber, 2003
- Quamtana knysna Huber, 2003
- Quamtana lajuma Huber, 2003
- Quamtana leleupi Huber, 2003
- Quamtana leptopholcica (Strand, 1909)
- Quamtana lotzi Huber, 2003
- Quamtana mabusai Huber, 2003
- Quamtana mbaba Huber, 2003
- Quamtana merwei Huber, 2003
- Quamtana meyeri Huber, 2003
- Quamtana molimo Huber, 2003
- Quamtana nandi Huber, 2003
- Quamtana nyahururu Huber & Warui, 2012
- Quamtana nylsvley Huber, 2003
- Quamtana oku Huber, 2003
- Quamtana tsui Huber, 2003
- Quamtana umzinto Huber, 2003
- Quamtana vidal Huber, 2003

Selon The World Spider Catalog (version 14.5, 2014) :
- †Quamtana huberi Penney, 2007

## Publication originale
- Huber, 2003 : Southern African pholcid spiders: revision and cladistic analysis of Quamtana gen. nov. and Spermophora Hentz (Araneae: Pholcidae), with notes on male-female covariation. Zoological Journal of the Linnean Society, vol. 139, no 4, p. 477-527.